# Karl-Borromäus-Brunnen

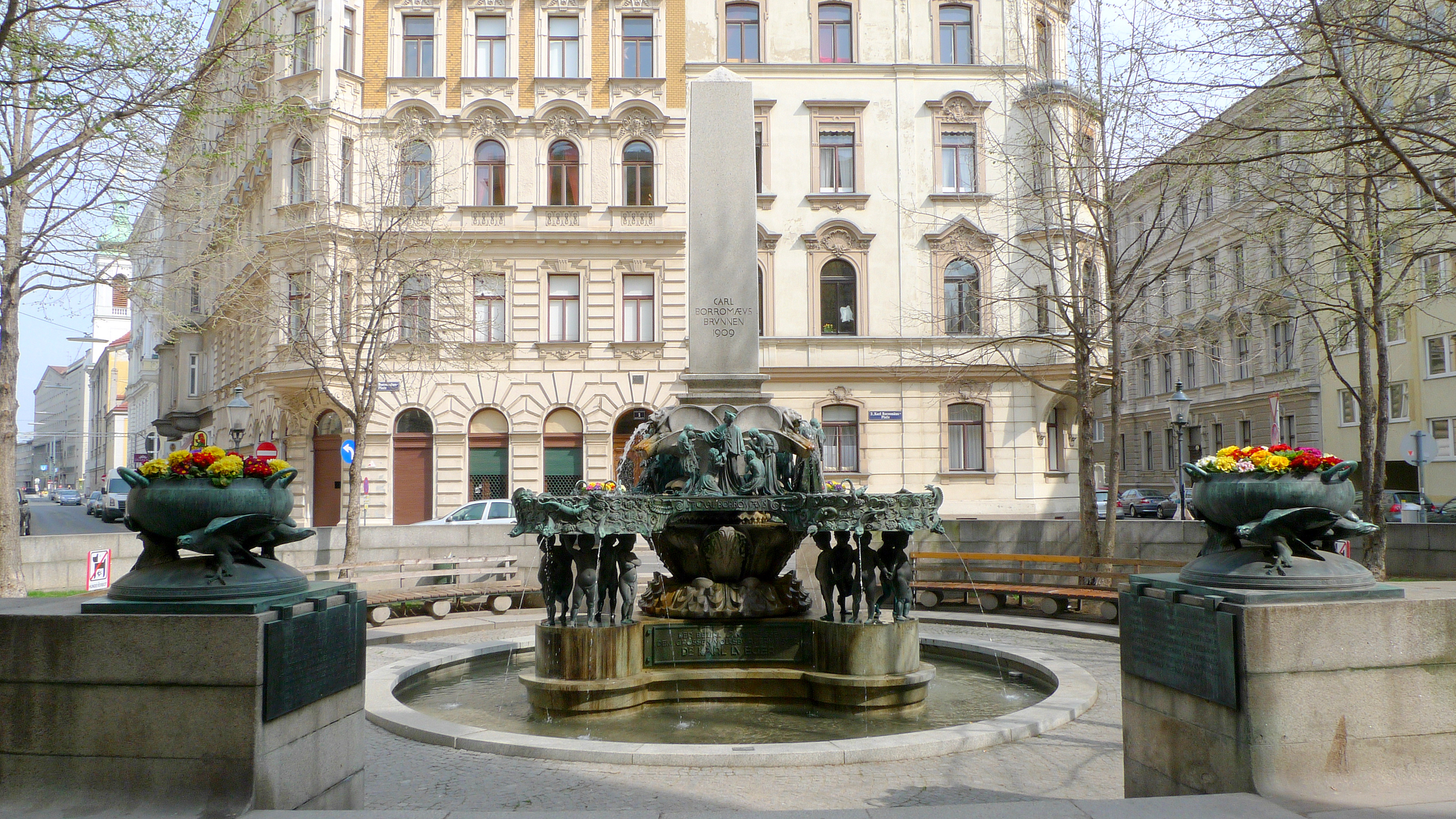
Gesamtansicht

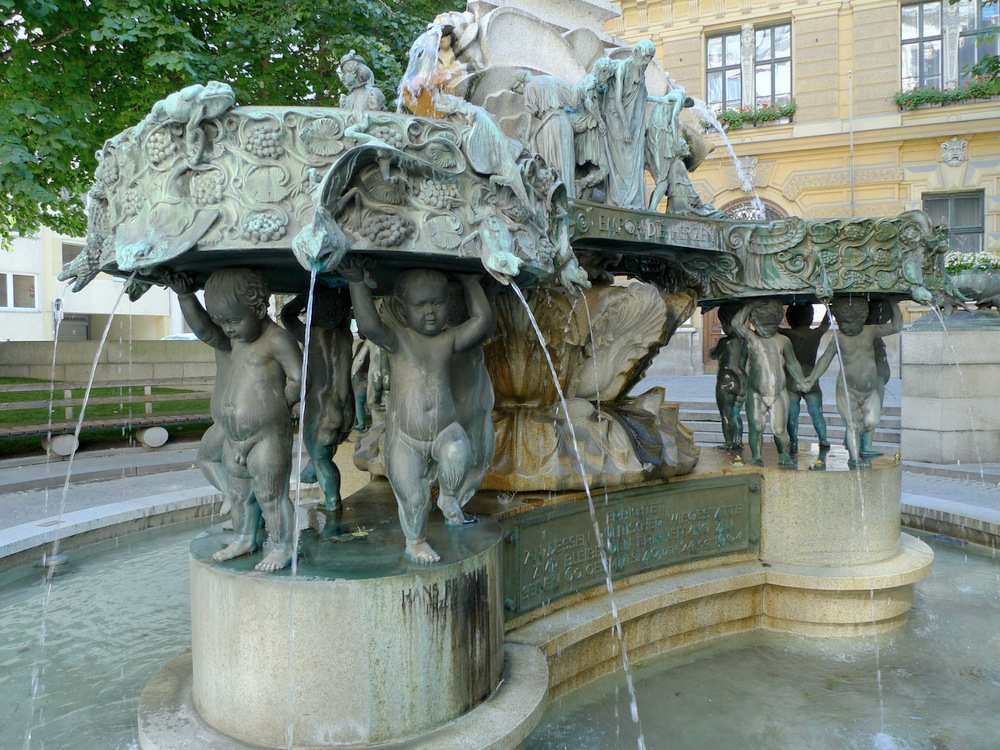
Karl-Borromäus-Brunnen, rechte Seite

Der Karl-Borromäus-Brunnen ist ein denkmalgeschützter Brunnen auf dem Karl-Borromäus-Platz im 3. Wiener Gemeindebezirk, Landstraße. Er ist ein Gemeinschaftswerk des Bildhauers Josef Engelhart und des Architekten Jože Plečnik. Es gilt als eines der wenigen Beispiele für Freiplastiken aus der Zeit des Jugendstils.

## Geschichte
Am zwischen Ungargasse und Landstraßer Hauptstraße nahe der Rochuskirche gelegenen Platz, der im Jahr vor der Enthüllung des Brunnens benannt wurde und zuvor Gemeindeplatz hieß,  befinden sich auf Nr. 3 das Magistratische Bezirksamt für den 3. Bezirk und die Bezirksvorstehung.
Gestiftet wurde der Brunnen  – ebenso wie der Siebenbrunnen im 5. Bezirk, Margareten – aus Anlass des 60. Geburtstags von Bürgermeister Karl Lueger vom Bezirk. Der Name des Brunnens erinnert an den 1610 heiliggesprochene Grafen Karl Borromäus, Kardinal und Erzbischof von Mailand und Namenspatron von Karl Lueger.
Im März 1904 wurde Josef Engelhart, Mitgründer der Wiener Secession, vom christlichsozialen  Gemeinderat Prof. Josef Sturm mit dem Entwurf des Brunnens auf dem damaligen Gemeindeplatz beauftragt. Nach der Gründung des Brunnenkomitees im September des gleichen Jahres fand am 24. Oktober 1904, dem Geburtstag Luegers, die Grundsteinlegung statt. Enthüllt wurde der aus Marmor und Bronze gefertigte Brunnen am 25. Mai 1909.
Da Josef Engelhart Probleme mit der formalen Gestaltung des Brunnens auf dem dafür bestimmten, lediglich 14 × 22 Meter großen Platz hatte, bat er  Jože Plečnik, Otto-Wagner-Schüler, der damals in Wien einige Bauten (u. a. das Zacherlhaus im Stadtzentrum) gestaltete, um Hilfe. In weiterer Folge waren auch Eduard Hauser (Steinmetzarbeiten) und Hans Frömml (Gussarbeiten) beteiligt.
Aus heutiger Sicht eher kurios wirkt eine gegen die Gestaltung des Karl-Borromäus-Brunnens gerichtete Aktion von Pfarrer Alfred Hoppe, damals im Rechnungswesen der Erzdiözese Wien tätig. Wenige Wochen nach der feierlichen Einweihung des Brunnens durch den Landstraßer Pfarrer forderte Hoppe, dass die nackten Putten entweder bekleidet oder entfernt würden. Um dies durchzusetzen, sammelte er auf Veranstaltungen Unterschriften. Den Pfarrer, der die Segnung des Brunnens durchgeführt hatte, zeigte er beim Erzbischof an.

## Gestaltung
In einem niedrigen runden Becken findet sich ein dreipassförmiger Sockel, auf dem dreimal fünf Putten drei Wasserbecken, die durch drei Figurengruppen verbunden sind, tragen:
- Hauptseite: Sankt Karl Borromäus: Der Heilige heilt Edeldame, Frau und Jüngling
- linke Gruppe: Empor die Herzen
- rechte Gruppe: Über allem die Liebe, Darstellung der Pest in Mailand

Die von den Putten getragenen Wasserbecken sind mit Reliefs aus Rankenwerk, Molchen und Fischen, die auch als Wasserspeier dienen, verziert. Darüber ragt ein dreieckiger Obelisk aus Marmor empor, der gleichzeitig den Hintergrund für die Figurengruppen bildet.
Aus gestalterischen Gründen wurde der Brunnen auf dem kleinen Vorplatz des Bezirksamtes etwas unter das Straßenniveau abgesenkt. Der Grund für die Absenkung liegt in den verschiedenen Maßstäben begründet, in denen die Putten und die Figurengruppen gefertigt wurden, weshalb der Brunnen zwei verschiedene Horizonte benötigt.